# Celebra a Vitória
Celebra a vitória é o segundo CD da banda Vida Reluz, lançado no dia 27 de setembro de 1997. Este álbum conta com a participação especial do cantor Eugênio Jorge. A Banda Vida Reluz ganha se 2º disco de ouro com este CD, é um dos trabalhos musicais mais tocados até os dias de hoje, sucessos: Deus Quero Louvar-te; Como és Lindo; Celebra a Vitória; Eternamente; Declaramos; entre outros. Neste CD a vocalista Rosana de Pádua se destacou também ao gravar vários solos que se tornaram grandes sucessos.

## Faixas
1. Declaramos (Walmir Alencar) - Solo: Rosana de Pádua
2. Como és lindo (Walmir Alencar/Fábio de Melo, scj) - Solo: Rosana de Pádua
3. Deus quero louvar-te (G. Banovo/F. Hernandes)/Eu vou caminhando (Walmir Alencar) - Solo: Walmir Alencar, Gilbert, Luiz Palma, Rosana de Pádua e Cidinha Moraes
4. Maior motivo (Walmir Alencar) - Solo: Walmir Alencar
5. Nova Criatura (Walmir Alencar/Fábio de Melo, scj) - Solo: Walmir Alencar
6. Celebra a vitória (Walmir Alencar) - Solo: Walmir Alencar. Participação especial: Eugênio Jorge
7. Pisará nosso chão (Walmir Alencar/Fábio de Melo, scj) - Solo: Walmir Alencar
8. Eternamente (Dida) - Solo: Walmir Alencar e Rosana de Pádua
9. Sede Santos (Jorge Mongó) - Solo: Walmir Alencar e Gilbert
10. Jesus é o Senhor! (Walmir Alencar) - Solo: Walmir Alencar
11. Simplesmente amar (Walmir Alencar) - Solo: Rosana de Pádua e Walmir Alencar
12. Pare de Resistir [Love never Dies] (Toshihiko Takaminawa/Vs. Walmir Alencar) - Solo: Walmir Alencar, Rosana de Pádua, Gilbert, Cidinha Moraes e Luiz Palma

## Ficha técnica
- Produção fonográfica: Paulinas-COMEP
- Coordenação de produção: Elsa Berta
- Produção Musical: Pe. Joãozinho, scj
- Produção executiva: Verônica Firmino
- Arranjos vocais: Walmir Alencar
- Arranjos instrumentais: Grupo Vida Reluz
- Teclados e piano acústico: Gilbert
- Bateria/Percussão: Erik Rodrigues
- Guitarra e violão: Luiz Palma e C. Henrique
- Baixo: Marcelo Soares
- Saxofone/Flauta: Marquinho
- Solos: Rosana de Pádua, Walmir Alencar, Cidinha Moraes, Gilbert e Luiz Palma
- Participação Especial: Eugênio Jorge na música Celebra a vitória (faixa 6). -->